# Equitazione ai Giochi della XXVI Olimpiade

## Medagliere
| Posizione | Paese         | Oro | Argento | Bronzo | Totale |
| --------- | ------------- | --- | ------- | ------ | ------ |
| 1         | Germania      | 4   | 0       | 0      | 4      |
| 2         | Nuova Zelanda | 1   | 1       | 1      | 3      |
| 3         | Australia     | 1   | 0       | 0      | 1      |
| 4         | Stati Uniti   | 0   | 2       | 2      | 4      |
| 5         | Paesi Bassi   | 0   | 2       | 1      | 3      |
| 6         | Svizzera      | 0   | 1       | 0      | 1      |
| 7         | Brasile       | 0   | 0       | 1      | 1      |
| 7         | Francia       | 0   | 0       | 1      | 1      |
| Totale    | Totale        | 6   | 6       | 6      | 18     |

## Risultati

### Dressage individuale
| Posizione | Atleta            | Paese       | Punti |
| --------- | ----------------- | ----------- | ----- |
|           | Isabel Werth      | Germania    |       |
|           | Anky van Grunsven | Paesi Bassi |       |
|           | Sven Rothenberger | Paesi Bassi |       |

### Dressage a squadre
| Posizione | Paese       | Atleta                                                                        | Punti |
| --------- | ----------- | ----------------------------------------------------------------------------- | ----- |
|           | Germania    | Klaus Balkenhol, Martin Schaudt, Monica Theodorescu e Isabel Werth            |       |
|           | Paesi Bassi | Tineke Bartels, Anky van Grunsven, Sven Rothenberger e Gonnelien Rothenberger |       |
|           | Stati Uniti | Robert Dover, Michelle Gibson, Steffen Peters e Guenter Seidel                |       |

### Salto ostacoli individuale
| Posizione | Atleta              | Paese    | Punti |
| --------- | ------------------- | -------- | ----- |
|           | Ulrich Kirchhoff    | Germania |       |
|           | Wilhelm Melliger    | Svizzera |       |
|           | Alexandra Ledermann | Francia  |       |

### Salto ostacoli a squadre
| Posizione | Paese       | Atleta                                                                | Punti |
| --------- | ----------- | --------------------------------------------------------------------- | ----- |
|           | Germania    | Franke Sloothaak, Lars Nieberg, Ulrich Kirchhoff e Ludger Beerbaum    |       |
|           | Stati Uniti | Peter Leone, Leslie Burr-Howard, Anne Kursinski e Michael R. Matz     |       |
|           | Brasile     | Luiz Azevedo, Alvaro Miranda Neto, Rodrigo Pessoa e Andre Johannpeter |       |

### Concorso completo individuale
| Posizione | Atleta         | Paese         | Punti |
| --------- | -------------- | ------------- | ----- |
|           | Blyth Tait     | Nuova Zelanda |       |
|           | Sally Clark    | Nuova Zelanda |       |
|           | Kerry Millikin | Stati Uniti   |       |

### Concorso completo a squadre
| Posizione | Paese         | Atleta                                                          | Punti |
| --------- | ------------- | --------------------------------------------------------------- | ----- |
|           | Australia     | Wendy Schaeffer, Andrew Hoy, Gillian Rolton e Phillip Dutton    |       |
|           | Stati Uniti   | Karen O'Connor, David O'Connor, Bruce Davidson e Jill Henneberg |       |
|           | Nuova Zelanda | Blyth Tait, Andrew Nicholson, Vaughn Jefferis e Victoria Latta  |       |